# Mare de Déu de Gràcia (el Ru)
La Mare de Déu de Gràcia és una ermita romànica llombarda de començament del segle xii, situada al municipi de Castilló de Sos, dins de la Franja de Ponent a la comarca de la Ribagorça a l'indret conegut com el Ru.
La seva planta és d'una nau i absis cilíndric amb arcuacions cegues, amb un campanar en torre sobre el centre de la volta amb finestres geminades a cada cara, similar al cos superior de Sant Climent de Taüll. La portalada era originalment de mig punt dovellada, si bé la part externa ha estat substituïda per una llinda semicircular que deixa la porta quadrada amb un timpà sobreposat.
El seu estat és correcte i ha estat restaurada recentment.